# Svastrides orellanae
Svastrides orellanae là một loài Hymenoptera trong họ Apidae. Loài này được Ruiz mô tả khoa học năm 1935.